# Eriococcus inermis
Eriococcus inermis är en insektsart som beskrevs av Green 1915. Eriococcus inermis ingår i släktet Eriococcus och familjen filtsköldlöss. Inga underarter finns listade i Catalogue of Life.